# Jim Caviezel
James Patrick Caviezel mlađi (Mount Vernon, Washngton, 26. rujna 1968.), američki je filmski i televizijski glumac. Najpoznatiji je po ulozi Isusa u filmu Pasija iz 2004. i Johna Reesa u televizijskoj kriminalističkoj seriji Osumnjičeni.

## Rani život
Rođen je 1968. godine u gradiću Mount Vernon u Washingtonu. Majka Margaret (rođ. Lavery), bila je glumica i domaćica, a otac James Caviezel kiropraktičar. Ima mlađeg brata Timothija i tri sestre: Ann, Amy i Erin. Odgojen je u katoličkoj obitelji. Prezime mu je retoromanskoga podrijetla. Otac mu ima švicarske i slovačke, a majka irske korijene. Otac mu je pohađao UCLA-u, gdje je igrao košarku kod poznatog trenera Johna Woodena, a kasnije je poticao i sinove na bavljenje športom.
Prva dva razreda srednje škole pohađao je u rodnom Mount Vernonu, nakon čega se preselio u Seattle. Tamo je upisao katoličku srednju škole O'Dea s kojom je nasupao u srednjoškolskoj košarkaškoj ligi. Posljednji razred srednje škole završio je u Memorijalnoj srednjoj školi Johna F. Kennedija u Burienu te je maturirao 1987.  godine. Studirao je na koledžu Bellevue, gdje se bavio sveučilišnom košarkom. No, ozljeda noge na drugoj godini studija prekinula mu je snove o NBA karijeri, te se upisuje na Sveučilište u Washingtonu, gdje se posvetio studiju glume.

## Filmografija
| Godina        | Naslov                        | Uloga                  | Bilješke                         |
| ------------- | ----------------------------- | ---------------------- | -------------------------------- |
| 1991.         | My Own Private Idaho          | Airline Clerk          |                                  |
| 1992.         | The Wonder Years              | Bobby Riddle           | epizoda „Hero”                   |
| 1992.         | Diggstown                     | Billy Hargrove         |                                  |
| 1994.         | Wyatt Earp                    | Warren Earp            |                                  |
| 1995.         | Children of the Dust          | Dexter                 | televizijski film                |
| 1996.         | Ed                            | Dizzy Anderson         |                                  |
| 1996.         | The Rock                      | F/A-18 Pilot           |                                  |
| 1997.         | G.I. Jane                     | 'Slov' Slovnik         |                                  |
| 1998.         | Tanka crvena linija           | pozornik Witt          |                                  |
| 1999.         | Ride with the Devil           | Black John             |                                  |
| 2000.         | Frequency                     | John Sullivan          |                                  |
| 2000.         | Pay It Forward                | Jerry                  |                                  |
| 2000.         | Madison                       | Jim McCormick          |                                  |
| 2001.         | Angel Eyes                    | Steven 'Catch' Lambert |                                  |
| 2002.         | Grof Monte Cristo             | Edmond Dantès          |                                  |
| 2002.         | High Crimes                   | Tom Kubik              |                                  |
| 2003.         | Highwaymen                    | James 'Rennie' Cray    |                                  |
| 2003.         | I Am David                    | Johannes               | osvojio nagradu CAMIE            |
| 2004.         | Pasija                        | Isus Krist             | osvojio nagradu MovieGuide Grace |
| 2004.         | The Final Cut                 | Fletcher               |                                  |
| 2004.         | Bobby Jones: Stroke of Genius | Bobby Jones            |                                  |
| 2006.         | Unknown                       | Jean Jacket            |                                  |
| 2006.         | Déjà Vu                       | Carroll Oerstadt       |                                  |
| 2008.         | Outlander                     | Kainan                 |                                  |
| 2008.         | The Stoning of Soraya M.      | Freidoune              |                                  |
| 2008.         | Nature's Grave                | Peter                  |                                  |
| 2009.         | The Prisoner                  | Michael/Six            | televizijska mini-serija         |
| 2011.         | Transit                       | Nate                   |                                  |
| 2011.         | Generator Rex                 | Astral (glas)          | četvrta sezona                   |
| 2011. – 2016. | Osumnjičeni                   | John Reese             | televizijska serija              |
| 2013.         | Plan za bijeg                 | Hobbs                  |                                  |
| 2013.         | Savannah                      | Ward Allen             |                                  |
| 2019.         | Zvuk slobode                  | Tim Ballard            |                                  |
| 2020.         | Pasija: Uskrsnuće             | Isus Krist             | u izradi                         |

## Vanjske poveznice
- Jim Caviezel u internetskoj bazi filmova IMDb-u (engl.)